# Unín (Skalica)
Unín es un municipio del distrito de Skalica en la región de Trnava, Eslovaquia, con una población estimada a final del año 2024 de 1168 habitantes.
Se encuentra ubicado al norte de la región, en los pequeños Cárpatos y cerca del río Morava (cuenca hidrográfica del Danubio) y de la frontera con la República Checa.

## Demografía
| Año        | 1994 | 2004    | 2014    | 2024    |
| ---------- | ---- | ------- | ------- | ------- |
| Población  | 1149 | 1180    | 1240    | 1168    |
| Diferencia |      | +2,69 % | +5,08 % | −5,80 % |

| Año        | 2023 | 2024    |
| ---------- | ---- | ------- |
| Población  | 1180 | 1168    |
| Diferencia |      | −1,01 % |